# Кувани кукуруз
Кувани кукуруз (познат и као пурењак) је кулинарски израз за кувано класје кукуруза које се једе директно из клипа. Клас се бере док је ендосперм у "млечној фази" тако да су зрна још увек мекана. Класови се кувају на пари, кувају или пеку на роштиљу обично без зелене љуске или пеку са њима. Листови љуске се уклањају пре сервирања.
Кукуруз се обично једе док је још топао, а често се зачини сољу и путером. Неки гости користе специјализоване ражњиће, забодене у крајеве клипа, без додиривања врућих и лепљивих зрна.
Након брања, шећер се претвара у скроб: потребан му је само један дан да изгуби до 25% своје слаткоће, тако да је идеално кувано истог дана када је убрано.

## Припрема
Најчешћи начини кувања кукуруза су пржење, кување, роштиљање и печење. Кукуруз може да се испече директно у љусци, или се прво може ољуштити, а затим умотати у алуминијумску фолију. Када се пече у рерни, препоручује се да кукуруз буде директно на решетки. Кукуруз се такође може пећи у микроталасној пећници 3 до 4 минута још увек у љусци.
Уобичајени зачини за кукуруз укључују путер, со и црни бибер.

## Бонтон
У традиционалном бонтону, кукуруз, као и друга храна за прсте, је проблематичан.
Лилијан Ајхлер Вотсон је у књизи из 1921. описала кукуруз као „без сумње једну од најтежих намирница за јело“. Она је додала да је „сасвим дозвољено користити прсте у јелу кукуруза, држећи га лагано на сваком крају; понекад се користи салвета за држање“. Понекад би, међутим, био обезбеђен кратак оштар нож којим би сваки гост могао да исече или оструже зрна са клипа за касније јело. Она је ово описала као "далеко најзадовољавајући метод" једења кукуруза.
Неке књиге о бонтону препоручују сољење и намазивање маслацем, што помаже да се минимизира неред на лицу и рукама госта. Маслац који капље низ браду у ресторану и зрна која се заглаве између зуба могу бити извор срамоте за госта.

## Држачи
Држачи кукуруза су прибор за јело који се користи за држање клипа. Могу имати зупце или један шиљак и коришћени су од давнина, у распону од предмета од дрвета пронађених у етнографским музејима до драгоценог посуђа од сребра. 
Други прибор за јело кукуруза у клипу укључује специјалне ножеве за уклањање зрна, ножеве за намазивање путера...

## Историја
Кукуруз шећерац јела су индијанска племена пре него што су европски досељеници стигли у Америку. Маје су јеле шећерац као основну храну и јеле су га из клипа, било печењем или кувањем. Абориџини Канађани у јужним деловима Канаде такође га једу.
То је једна од намирница које се највише конзумирају током Дана независности.

## Варијације

### Елоте
У Мексику и већем делу Централне Америке, клас кукуруза се назива елоте. Овај термин се такође користи у мексичким и централноамеричким заједницама у Сједињеним Државама.
У андским земљама (осим Венецуеле и Колумбије ), као и у Уругвају и Парагвају, клас је чокло. У Венецуели је јојото. У Колумбији, Панами, Порторику, Куби, Доминиканској Републици и Шпанији, позната је као мазорка.
У Ел Салвадору у Мексику и пограничним државама Сједињених Држава, елоте се једе и као слатко и као слано јело. Сервира се са зачинима као што су путер, мајонез и рендани котија сир, а у случају Мексика, чили прах, лимунов сок и со. Елоте или елотес локос 'луди кукуруз', такође се сервира се на штапићу за држање и зачињава мајонезом, слатко-киселим сосом, кечапом и сенфом.
У неким регионима Мексика, елоте се продају на улици из колица за храну помоћу стационарних или мобилних тезги. Продавци нуде избор тврдих или меких, малих или великих зрна и зачина, павлаке, мајонеза, топљеног сира, чилија у праху, ренданог сира или путера. Елоте се одржавају топлим тако што се стављају у мангалу где су куване и углавном се служе убрзо након што су куване. Елоте се обично кувају и транспортују умотане у љуске, јер им кување у љусци даје бољи укус.
У Перуу, choclo con queso је популарна улична храна у којој се кукуруз пече на врелом угљу и сервира са перуанским сланим сиром. Такође је уобичајено јело које се продаје у међурегионалним аутобусима.

### Квебек
Популарна употреба кукуруза у Квебеку је сервирање на épluchette de blé d'Inde, или журци за љуштење кукуруза. На овом неформалном типу прославе, гости помажу да се чупају клипови, који се затим кувају и служе са путером и сољу, често уз другу храну.